# کرو (اورگن)
کرو (به انگلیسی: Crow) یک منطقهٔ مسکونی در ایالات متحده آمریکا است که در شهرستان لین، اورگن واقع شده‌است.